# Khu vực đồng euro

Khu vực Euro:
Khu vực Euro (20)
Những quốc gia thuộc Liên Âu quy định sẽ phải gia nhập hệ thống Euro (6)
Quốc gia thuộc Liên Âu có quyền rút khỏi hệ thống Euro (1)
Khu vực ngoài khối Liên Âu dùng Euro theo thỏa hiệp riêng (4)
Khu vực ngoài khối Liên Âu dùng Euro mà không có thỏa hiệp (2) Các nước hay lãnh thổ ngoài Liên minh châu Âu nhưng sử dụng đồng Euro được tô đậm bằng đường gạch màu xanh.

Khu vực các nước sử dụng đồng tiền chung châu Âu là một nhóm các quốc gia thành viên của Liên minh châu Âu sử dụng đồng Euro làm đơn vị tiền tệ chính thức của mình. Hiện tại có 20 nước.

## Các thành viên chính thức
Có 20 nước sau đây đã đưa đồng Euro làm tiền tệ chính thức vào lưu hành:
| Nước                                           | Gia nhập | Dân số (1/1/2011) | GDP danh nghĩa World Bank, 2009 (triệu USD) | Tỷ trọng GDP so với GDP toàn khối (danh nghĩa) | GDP danh nghĩa bình quân đầu người World Bank, 2009 (USD) | Ngoại lệ                                                     |
| ---------------------------------------------- | -------- | ----------------- | ------------------------------------------- | ---------------------------------------------- | --------------------------------------------------------- | ------------------------------------------------------------ |
| Áo                                             | 1/1/1999 | 8.404.252         | 384.908                                     | 3,09%                                          | 45.799                                                    |                                                              |
| Bỉ                                             | 1/1/1999 | 10.918.405        | 468.522                                     | 3,76%                                          | 42.911                                                    |                                                              |
| Croatia                                        | 1/1/2023 | 4,036,355         |                                             |                                                |                                                           |                                                              |
| Cộng hòa Síp · (gồm cả căn cứ quân sự của Anh) | 1/1/2008 | 838.896 14.500    | 24.910                                      | 0,20%                                          | 30.966                                                    | Bắc Síp                                                      |
| Estonia                                        | 1/1/2011 | 1.340.194         | 19.120                                      | 0,15%                                          | 14.267                                                    |                                                              |
| Phần Lan                                       | 1/1/1999 | 5.375.276         | 237.512                                     | 1,91%                                          | 44.186                                                    |                                                              |
| Pháp                                           | 1/1/1999 | 65.075.373        | 2.649.390                                   | 21,26%                                         | 40.713                                                    | Nouvelle-Calédonie · Polynésie thuộc Pháp · Wallis và Futuna |
| Đức                                            | 1/1/1999 | 81.751.602        | 3.330.032                                   | 26,73%                                         | 40.734                                                    |                                                              |
| Hy Lạp                                         | 1/1/2001 | 11.325.897        | 329.924                                     | 2,65%                                          | 29.130                                                    |                                                              |
| Ireland                                        | 1/1/1999 | 4.480.858         | 227.193                                     | 1,82%                                          | 50.703                                                    |                                                              |
| Ý                                              | 1/1/1999 | 60.626.442        | 2.112.780                                   | 16,96%                                         | 34.849                                                    | Campione d'Italia                                            |
| Latvia                                         | 1/1/2014 | 2.070.371         | 42.471                                      | 0,34%                                          | 20.514                                                    |                                                              |
| Litva                                          | 1/1/2015 | 3.043.429         | 45.932                                      | 0,37%                                          | 2.793.238                                                 |                                                              |
| Luxembourg                                     | 1/1/1999 | 511.840           | 52.449                                      | 0,42%                                          | 102.471                                                   |                                                              |
| Malta                                          | 1/1/2008 | 417.617           | 7.449                                       | 0,06%                                          | 17.837                                                    |                                                              |
| Hà Lan                                         | 1/1/1999 | 16.655.799        | 792.128                                     | 6,36%                                          | 47.559                                                    | Aruba · Curaçao · Sint Maarten · Caribe Hà Lan               |
| Bồ Đào Nha                                     | 1/1/1999 | 10.636.979        | 227.676                                     | 1,83%                                          | 21.404                                                    |                                                              |
| Slovakia                                       | 1/1/2009 | 5.435.273         | 87.642                                      | 0,70%                                          | 16.125                                                    |                                                              |
| Slovenia                                       | 1/1/2007 | 2.050.189         | 48.477                                      | 0,39%                                          | 23.645                                                    |                                                              |
| Tây Ban Nha                                    | 1/1/1999 | 47.190.493        | 1.460.250                                   | 11,72%                                         | 30.944                                                    |                                                              |
| Eurozone                                       | Eurozone | 331.963.357       | 12.460.362                                  | 100%                                           | 37.535                                                    |                                                              |

Tháng 11 năm 2004, Hy Lạp đã không thỏa mãn đủ các điều kiện gia nhập theo thời điểm quy định trong Hiệp định Masstricht. Hơn nữa Hy Lạp đã che giấu vụ thâm hụt ngân sách quốc gia và báo cáo giả mạo các số liệu cho Ủy ban châu Âu. Tuy nhiên, sự việc này không có hậu quả pháp lý vì các hiệp định đều không đề cập đến những trường hợp kể trên.
Một vài quốc gia khác đã tham gia vào liên minh tiền tệ với thành viên trong vùng Euro và vì vậy cũng đưa đồng Euro vào sử dụng như là tiền tệ chính thức. Các quốc gia này là:
1. Andorra
2. Monaco
3. San Marino
4. Thành Vatican

## Thành viên không chính thức
Bên cạnh các thành viên chính thức, một số quốc gia hay địa phận khác cũng đã tự quyết định chọn Euro làm tiền tệ chuẩn (không có quyết định của EU):
1. Andorra (có ý định phát hành tiền kim loại Euro, cho đến nay vẫn không có sự đồng ý của EU)
2. Kosovo
3. Montenegro

Các thành viên không chính thức này đã từ bỏ tiền tệ riêng hay từ bỏ một trong số những tiền tệ trước đây và thay vào đó là dùng Euro, vì thế mà (về mặt đồng Euro) các thành viên này không còn độc quyền tiền tệ nhưng lại không có ảnh hưởng đến chính sách lãi suất của Ngân hàng Trung ương châu Âu.

## Các quốc gia có tỷ giá hối đoái cố định với Euro
2 quốc gia trong vùng Euro, Hà Lan và Pháp, có địa phận ở hải ngoại. Tiền tệ của các địa phận thuộc Hà Lan (đồng Florin của Aruba và đồng Gulden của Antillen) đã và vẫn đang gắn với đồng đô la Mỹ và không bị tác động bởi việc đưa đồng Euro vào lưu hành tại Hà Lan cũng như trong các nước thành viên khác.
Tại các địa phận thuộc Pháp phải phân biệt giữa các khu hành chính hải ngoại (tiếng Pháp: Départements d’Outre-Mer) bao gồm Guyane thuộc Pháp, Guadeloupe, Martinique, Réunion, và các lãnh thổ đặc biệt (tiếng Pháp: Collectivités Territoriales) là Saint Pierre và Miquelon và Mayotte. Trong tất cả các địa phận nói trên đồng Euro có giá trị từ ngày 1 tháng 1 năm 1999. Các départements được "tự động" bao gồm trong việc đưa đồng Euro vào lưu hành thông qua các hiệp định với Pháp. Các collectivités territoriales đã phải cần đến một quyết định riêng của hội đồng hành chính (quyết định của hội đồng vào ngày 31 tháng 12 năm 1998 về các quy định tiền tệ trong các lãnh địa thuộc Pháp Saint-Pierre và Miquelon và Mayotte).

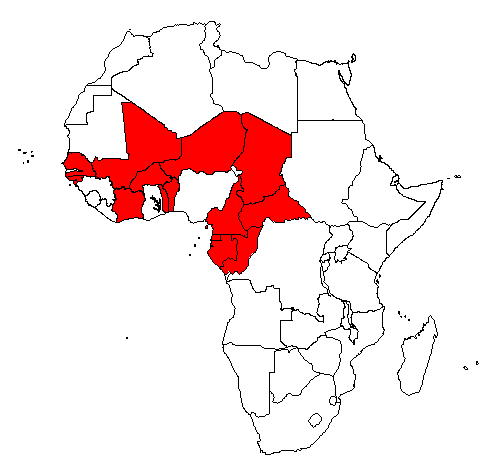
Các quốc gia châu Phi dùng đồng CFA-Franc có tỷ giá cố định với Euro

Thêm vào đó, đồng Euro đã trở thành một ngoại tệ quan trọng trong nhiều nước như là một sự lựa chọn khác thay cho đồng Đô la Mỹ. Một vài loại tiền tệ trước đây gắn liền với các tiền cũ trước Euro nay có tỷ giá hối đoái cố định với Euro:
- Bosna và Hercegovina, 1 EUR = 1,95583 Mark Bosna và Hercegovina (đồng mark chuyển đổi), tương ứng với tỷ giá của đồng Mark Đức.
- Bulgaria, 1 EUR = 1,95583 BGN, tương ứng với tỷ giá của đồng Mark Đức.
- CFA-Franc, 1 EUR = 655,957 XAF/XOF (tương ứng với tỷ giá của đồng Franc Pháp cũ trước 1960).
- Polynésie thuộc Pháp, 1 EUR= 119,2529826 XPF (CFP-Franc)
- Cabo Verde, 1 EUR = 110,265 CVE.
- Comoros, 1 EUR = 491,9677 KMF.

Các thành viên EU như Đan Mạch, Estonia, Latvia, Litva gắn kết đồng nội tệ vào đồng Euro thông qua Cơ chế Tỷ giá hối đoái II (ERM II), quy định khoảng dao động của các đồng nội tệ này so với đồng Euro. Đồng Kroon của Estonia được gắn kết với đồng Mark Đức từ trước khi có Euro và vì thế đã gắn kết với đồng Euro trước khi gia nhập Cơ chế Tỷ giá hối đoái II. Các quốc gia này đã thực hiện bước đầu tiên để có thể đưa tiền tệ chính thức của cộng đồng vào lưu hành ngay từ năm 2006.

## Các quốc gia trong EU tạm thời không sử dụng đồng Euro
Đan Mạch và Thụy Điển không dùng tiền tệ mới và vẫn giữ tiền tệ của mình. Ngày 14 tháng 9 năm 2003, qua một cuộc trưng cầu dân ý, Thụy Điển từ chối không tham gia Liên hiệp Kinh tế và Tiền tệ châu Âu. Theo hiệp định gia nhập vào EU của Thụy Điển, đất nước này phải đưa đồng Euro vào lưu hành làm tiền tệ chính thức và như thế là thật ra không có khả năng lựa chọn. Thụy Điển hiện thời đang ngăn trở việc đưa đồng Euro vào sử dụng bằng cách không hoàn thành việc gia nhập vào Cơ chế Tỷ giá hối đoái II. Ngược lại, Đan Mạch có quyền dứt khoát không tham gia đã được thỏa thuận trong hiệp định.
Ba Lan, Cộng hòa Séc, Estonia, Hungary, Latvia, Litva, Malta, Slovakia, Slovenia và Cộng hòa Síp gia nhập EU ngày 1 tháng 1 năm 2004, Bulgaria và România gia nhập EU vào ngày 1 tháng 1 năm 2007, Croatia gia nhập EU vào ngày 1 tháng 7 năm 2013. Các quốc gia EU mới này không có khả năng từ chối đồng Euro như Anh và Đan Mạch, nhưng lại chỉ có thể gia nhập vào Liên minh Kinh tế và Tiền tệ châu Âu sau khi thỏa mãn được các điều kiện hội tụ (qua 2 năm là thành viên của Cơ chế Tỷ giá hối đoái II và các điều kiện khác). Sau khi thỏa mãn các điều kiện, Slovenia là nước đầu tiên được chấp nhận vào khu vực Euro, từ ngày 1 tháng 1 năm 2007, Malta, Cộng hòa Síp từ ngày 1 tháng 1 năm 2008, Slovakia từ ngày 1 tháng 1 năm 2009, và mới đây nhất là Estonia ngày 1 tháng 1 năm 2011.
Như vậy, có 8 quốc gia thành viên Liên minh châu Âu sau đây vẫn chưa tham gia vào khu vực đồng Euro:
1. Ba Lan
2. Bulgaria
3. Cộng hòa Séc
4. Đan Mạch
5. Hungary
6. România
7. Thụy Điển

## Việc sử dụng đồng Euro ngoài khu vực
Trong 18 quốc gia của 25 nước thuộc EU, Euro là tiền tệ chính thức. Ngoài ra cũng có thể trả bằng tiền Euro tại nhiều nước khác trong châu Âu như tại Cộng hòa Séc, Ba Lan, Hungary, Thổ Nhĩ Kỳ và Thụy Sĩ. Nhưng điều này thường là có hai bất lợi: Một là giá bán thường hay được tính chuyển thành đồng Euro với một tỷ giá hối đoái không hấp dẫn và hai là tiền trả lại thường là tiền bản xứ, vì thế nếu thời gian cư trú không quá ngắn nên dùng tiền bản xứ để thanh toán.